# Dagebüller Hauptsielzug
Der Dagebüller Hauptsielzug ist ein künstlicher Wasserlauf in
der Gemeinde Dagebüll. Er verläuft von Nordosten nach
Südwesten durch den Dagebüller Koog und dient dessen Entwässerung. Der 5,171 km lange Sielzug mündet über eine Schleuse in die Nordsee.
Der Dagebüller Hauptsielzug gehört zum Bereich des Deich- und Hauptsielverband Südwesthörn-Bongsiel und zur Flussgebietseinheit Eider.